# Rakuten Japan Open Tennis Championships 2016
Rakuten Japan Open Tennis Championships 2016 — тенісний турнір, що проходив на кортах з твердим покриттям у місті Tokyo, Японія з 3 жовтня. Належав до категорії ATP World Tour 500, був турніром серії Japan Open (теніс) 2016 року.

## Фінальна частина

### Одиночний розряд
Нік Киріос —  Давід Ґоффен 4–6, 6–3, 7–5

### Парний розряд
Марсель Гранольєрс /  Марцин Матковський —  Равен Класен /  Ражів Рам 6–2, 7–6(7–4)